# Zosterops palpebrosus
L'occhialino orientale (Zosterops palpebrosus (Temminck, 1824)) è un uccello passeriforme della famiglia Zosteropidae.